# WTA-toernooi van Kopenhagen
Het WTA-toernooi van Kopenhagen (officieel: e-Boks Open) was een  tennistoernooi voor vrouwen dat van 2010 tot en met 2012 werd georganiseerd in de Deense hoofdstad Kopenhagen.
De WTA organiseerde het toernooi dat in de categorie "International" viel en werd gespeeld op hardcourt.
De eerste twee edities werden gewonnen door de, voor eigen publiek spelende, Deense Caroline Wozniacki. Het jaar erna werd zij in de finale verslagen door de Duitse Angelique Kerber.

## Officiële toernooinamen
Het toernooi heeft meerdere namen gekend, afhankelijk van de hoofdsponsor:
- 2010–2011: e-Boks Sony Ericsson Open
- 2012: e-Boks Open

## Finales

### Enkelspel
| Datum      | Naam                      | Cat.          | ($)     | Ondergrond        | Winnares           | Verliezend finaliste | Uitslag  |         |
| ---------- | ------------------------- | ------------- | ------- | ----------------- | ------------------ | -------------------- | -------- | ------- |
| 2010-08-02 | e-Boks Sony Ericsson Open | International | 220.000 | hardcourt, binnen | Caroline Wozniacki | Klára Zakopalová     | 6-2, 7-6 | details |
| 2011-06-06 | e-Boks Sony Ericsson Open | International | 220.000 | hardcourt, binnen | Caroline Wozniacki | Lucie Šafářová       | 6-1, 6-4 | details |
| 2012-04-09 | e-Boks Open               | International | 220.000 | hardcourt, binnen | Angelique Kerber   | Caroline Wozniacki   | 6-4, 6-4 | details |

### Dubbelspel
| Datum      | Naam                      | Cat.          | ($)     | Ondergrond        | Winnaressen                      | Verliezend finalistes               | Uitslag          |         |
| ---------- | ------------------------- | ------------- | ------- | ----------------- | -------------------------------- | ----------------------------------- | ---------------- | ------- |
| 2010-08-02 | e-Boks Sony Ericsson Open | International | 220.000 | hardcourt, binnen | Anna-Lena Grönefeld Julia Görges | Vitalia Djatsjenko Tatjana Poetsjek | 6-4, 6-4         | details |
| 2011-06-06 | e-Boks Sony Ericsson Open | International | 220.000 | hardcourt, binnen | Johanna Larsson Jasmin Wöhr      | Kristina Mladenovic Katarzyna Piter | 6-3, 6-3         | details |
| 2012-04-09 | e-Boks Open               | International | 220.000 | hardcourt, binnen | Kimiko Date-Krumm Rika Fujiwara  | Sofia Arvidsson Kaia Kanepi         | 6-2, 4-6, [10-5] | details |